# آنا ووكر
آنا ووكر (بالإنجليزية: Anna Walker)‏ هي مقدمة تلفزيونية بريطانية، ولدت في 4 ديسمبر 1962.